# De Blauwe Hand (Harlingen)
De Blauwe Hand (ook "De Hand") is een voormalig pakhuis aan de Grote Bredeplaats 35 in de stad Harlingen in de Nederlandse provincie Friesland.

## Geschiedenis
De Blauwe Hand is een van de oudste en gaafst bewaard gebleven pakhuizen van Harlingen. Het pand dateert volgens de gevelsteen uit 1647. De voorgevel aan de zuidzijde heeft een laatmaniëristische trapgevel. De vensters in de voorgevel hebben ontlastingsbogen met in het midden een sluitsteen in de vorm van gebeeldhouwde kopjes. In het fries in de voorgevel bevinden zich vijf gevelstenen met onder meer "anno", een "blauwe hand" en het jaartal "1647". In het pand was in de 17e en in de 18e eeuw een gortmakerij gevestigd. Voor de Tweede Wereldoorlog was het pand in gebruik door de wijnhandel van D. Oolgaard & Zoon. Op de oostelijke zijgevel staat deze naam groot afgebeeld. In dit geveldeel bevinden zich op de verdiepingen en op de zolder de deuren van het pakhuis. De ramen en pakhuisdeuren van het pand kunnen afgesloten worden door aan de binnenzijde rood-wit en aan de buitenzijde rood beschilderde luiken.
In de 19e eeuw staat het pand bekend als "de Hand", daarna wordt de naam "De Blauwe Hand" gebruikt. In de jaren vijftig van de 20e eeuw werd het pand opgekocht door de Leeuwarder boterkoopman Hein Buisman, die het liet restaureren. Daarna werd er een kunstgalerie in het pand gevestigd. Jopie Huisman debuteerde in deze galerij in 1963. Toen het pand in 1965 verkocht werd, kwam het in handen van de galeriehouder Josum Walstra, die daarvoor in 1964 al de stichting De Blauwe Hand had opgericht. In het comité van aanbeveling van de stichting participeerden onder anderen Anne Vondeling, Jan Kassies en Harry Linthorst Homan. Een Friese kunstenaarsgroep ontleende haar naam aan het pand, "De Bende van de Blauwe Hand". Het pand is erkend als rijksmonument en is in gebruik als een horecabedrijf.